# Hardpoint

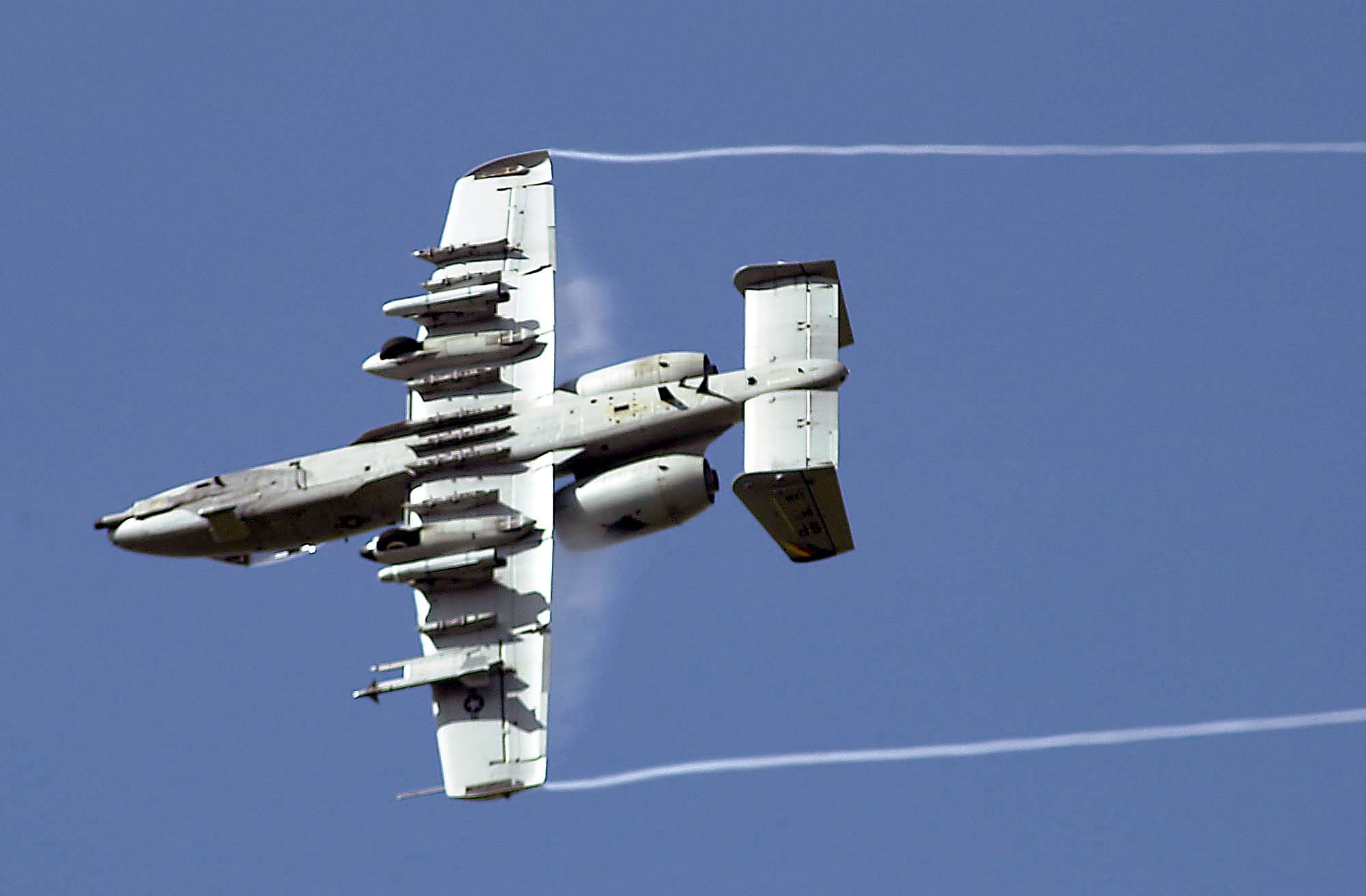
A-10 Thunderbolt mostrando seus diversos hardpoints

Hardpoints são estações na asa ou na fuselagem de uma aeronave civil ou militar, projetadas para transportar cargas externas ou internas, tais como motores, munições, equipamentos de contramedidas, pods de armamento pod de mira [en] (TGP) e tanques ejetáveis.

## Definição e uso
Os hardpoints são projetados para suportar rigidamente as cargas transportadas. Sua capacidade máxima calculada no projeto leva em consideração as forças G nominais a que é submetida a estrutura em voo. Portanto, as cargas pontuais na estrutura das estações montadas externa ou internamente, motores, equipamentos, passageiros e carga útil são simplesmente o peso da carga somadas ao peso de seus respectivos suportes, como pilones, assentos e adaptadores de montagem. O cálculo da carga máxima suportada é realizado multiplicando-se pelo fator de carga (aeronáutica) [en] máximo que a aeronave irá suportar quando esses itens são transportados.

Corte da asa de um DC-10, mostrando os dois hardpoints para fixação do pilone do motor

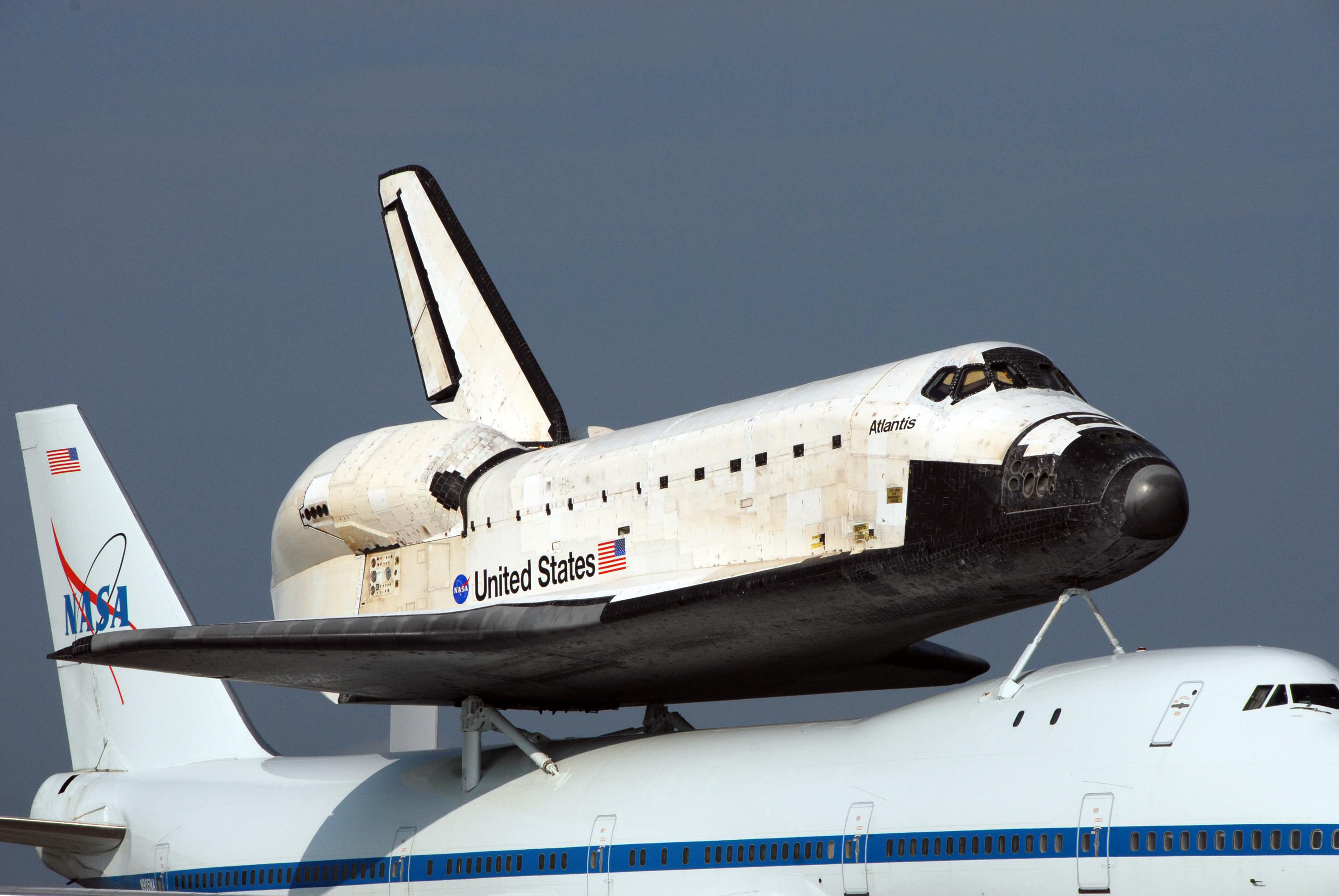
Detalhe de um Boeing 747, cuja fuselagem foi adaptada com hardpoints para o transporte do orbitador Atlantis

Na aviação civil, os hardpoints externos mais comuns são os de fixação dos motores nas asas. Como os motores geralmente são uma instalação fixa, os operadores geralmente se referem a eles com a designação do motor. Portanto, o termo "estação" é usado principalmente para pontos de carga destinados a instalações não fixas. Sua identificação é dada por um número que corresponde à distância do hardpoint até um ponto na aeronave, adotado como datum (referência) [en]. O datum é, portanto, identificado como "estação zero". Uma carga localizada na estação +50 teria um braço de alavanca de 50 polegadas. Quando a carga está localizada atrás do datum, o braço é medido em números positivos; se localizada à frente do datum, é medido em números negativos. O valor da carga multiplicado pela distância (braço) do seu centro de gravidade (CG) até o datum, é o momento de força, que causa uma tendência da carga em girar em torno do datum. Se uma carga de 150 libras (68,0 quilogramas) está a 100 polegadas atrás do datum, é produzido um momento de +15 000 lb-in. Para manter o equilíbrio dos momentos de força, um total de 15 000 lb-in deve ser aplicado no sentido contrário. Qualquer combinação de peso e distância que, quando multiplicados, produzir -15 000 lb-in irá equilibrar os momentos. Se uma carga de 300 libras (136 quilogramas) cujo CG for posicionado em um ponto (estação) a 50 polegadas à frente do datum, será produzido um momento de -15 000 lb-in, equilibrando os momentos. A resistência dos respectivos hardpoints é calculada considerando-se os valores nominais dessas cargas, a aceleração a que estarão submetidas em voo e o fator de carga.
Na aviação militar, um hardpoint também pode ser chamado de estação de armamento aeronáutico. Segundo a OTAN, um hardpoint deve permanecer sem deformações prejudiciais quando submetida a 115 por cento do limite ou das cargas especificadas e sem falha estrutural nas cargas finais. A maioria das estações em uma aeronave militar servem para transportar um pod de armamento [en]. Um pequeno número de estações também pode servir para transportar tanques de combustível ejetáveis. Essas estações são chamadas de "úmidas".
Os hardpoints requerem adaptadores denominados pilones, para o acoplamento das cargas. As estações na fuselagem podem não exigir necessariamente um adaptador, como as estações da fuselagem no McDonnell Douglas F-15 Eagle, enquanto outras aeronaves precisam de adaptadores para certas estações, a fim de fornecer espaço para a sequência de retração do trem de pouso (como no F-14 Tomcat) ou para fornecer espaço para o item (como no Mikoyan MiG-27). Embora as estações das asas sejam geralmente projetadas sob elas, algumas aeronaves usam estações montadas por cima das asas. Por exemplo, o SEPECAT Jaguar teve algumas versões equipadas com estações sobre as asas para mísseis ar-ar, diretamente acima dos pilones mais internos das asas, em vez de colocá-los nas suas extremidades.
As estações podem ser numeradas para referência ou podem não ser numeradas (F-4 Phantom II). A numeração não é necessariamente consistente e pode se originar de outro lugar como a estação 559 no B-52. Não existe necessariamente uma ordem na qual os números são atribuídos. A ordem pode ser, por exemplo, da esquerda para a direita (F / A-18 Hornet) ou vice-versa (F-15 Eagle), ou espelhada e de fora para dentro. A estação de linha central (CL) frequentemente exclusiva não é exceção.[carece de fontes?]

## Pilone

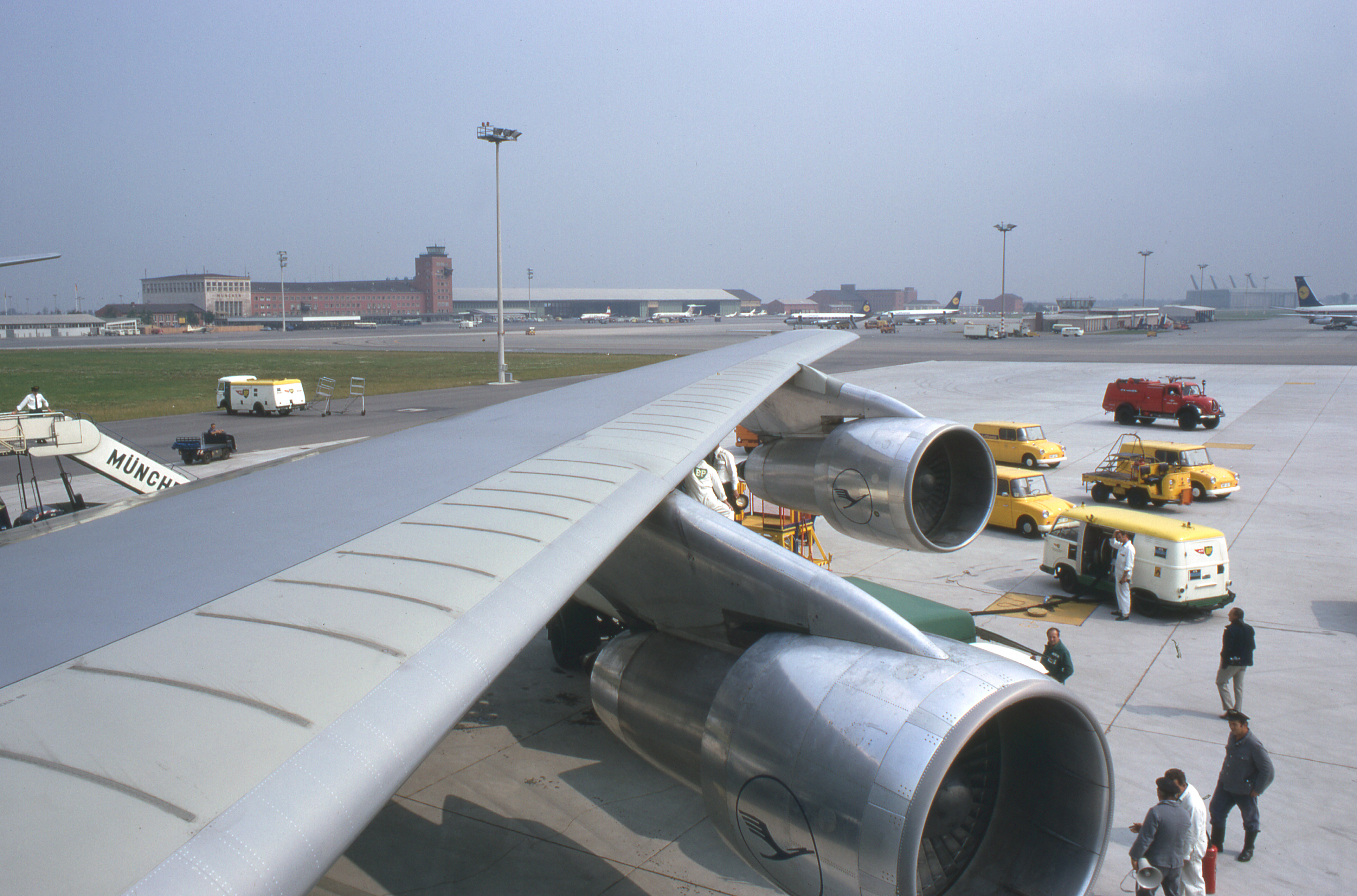
Motores montados nos pilones em um Boeing 747.

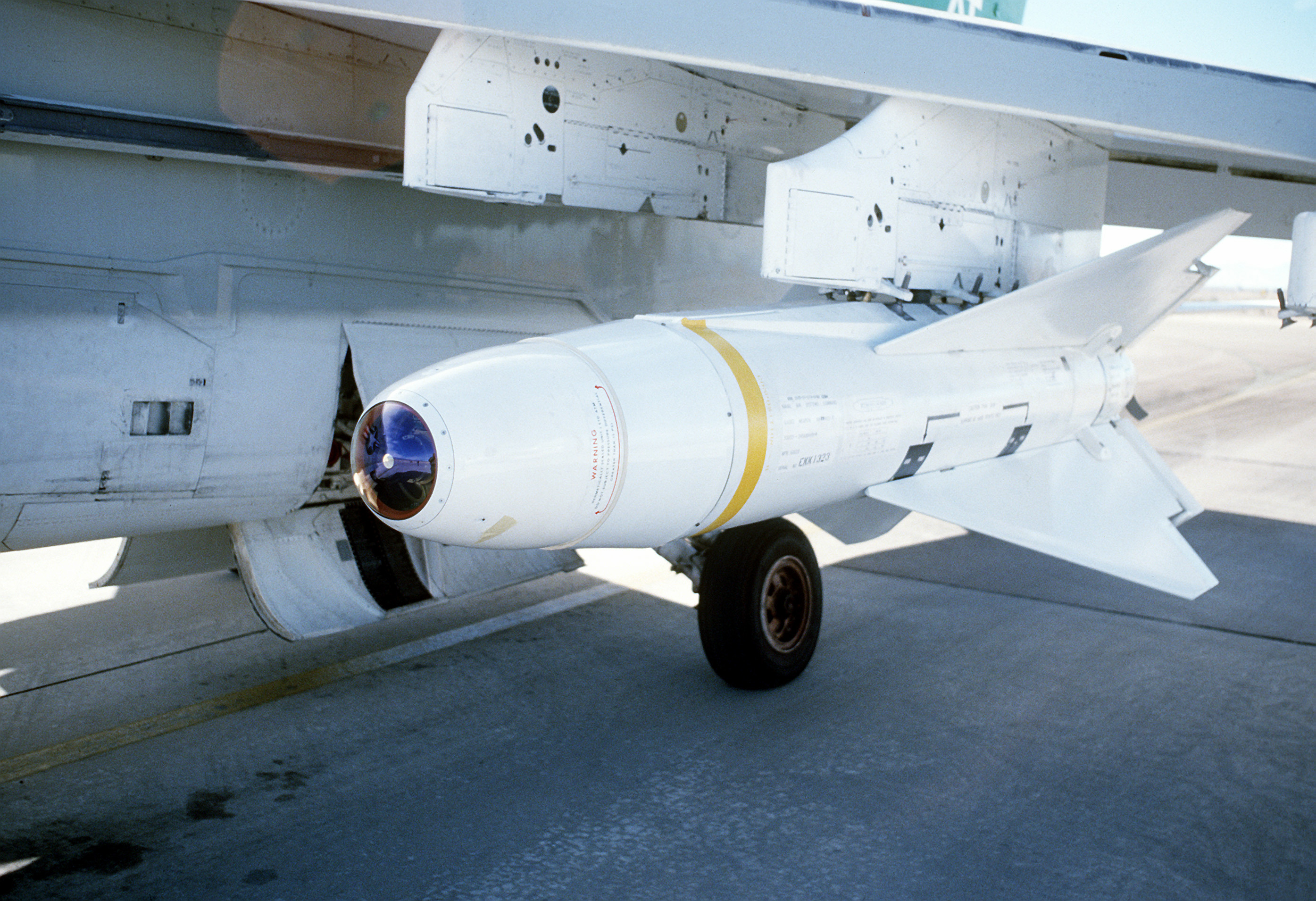
Bomba en montada no pilone externo de um A-7 Corsair.

Segundo a definição do Departamento de Defesa dos Estados Unidos, pilone é um equipamento suspenso fixado externamente na asa ou fuselagem de uma aeronave, com a finalidade de transportar cargas, que podem ou não ser alijados em voo, como armamentos e tanques de combustível. Em alguns casos, carregam equipamentos específicos de reconhecimento e navegação, com o uso de pilones especiais, desenvolvidos para esta finalidade. O uso de um pilone é necessário para que o item carregado não entre em contato com as superfícies de controle e também de prevenir que aconteçam distúrbios indesejáveis no escoamento do ar através das asas da aeronave.
Os pilones são projetados com formas aerodinâmicas, ou seja, cujo perfil sofra a mínima resistência do ar (arrasto). Existem pilones de diferentes formatos, tamanhos e desenhos, como os que têm a extremidade frontal em forma de uma cunha.
Aeronaves furtivas (Stealth) tais como o F-22 Raptor ou F-35 Lightning II podem ter pilones alijáveis para preservar as características furtivas e reduzir o arrasto.

### Aeronaves com geometria variável
Aeronaves com asas de ângulo ou geometria variável, que têm pilones na parte móvel da asa (como o General Dynamics F-111 e o Panavia Tornado) devem incluir um mecanismo para girar o pilone conforme a asa se move para frente ou para trás, a fim de manter o equipamento e a carga sempre voltados para a frente. O par mais externo de hardpoints do F-111 não gira e só pode ser usado com a asa totalmente estendida. Isso restringe a aeronave ao voo subsônico, apenas enquanto esses pilones estiverem instalados, geralmente equipados com tanques de combustível durante os voos de travessia. Os pilones são automaticamente ejetados se o movimento da asa passar de 26 graus, o que significaria que a aeronave está acelerando em direção a velocidades transônicas (quando o ar está em velocidade no limiar de transição para a supersônica).

## Aviação militar
Equipamentos de fixação, hardpoints e outros meios de transporte de tanques são padronizados pela OTAN, conforme a norma MIL-STD-8591. Um pilone militar deve ser capacitado para transporte e descarte, quando for necessário alijar cargas externas, como armamentos, cápsulas, tanques de combustível ou outro material bélico.
Os pilones têm um compartimento modular para montar outros adaptadores e transportar uma maior variedade de cargas. Esses adaptadores podem ser porta-bombas, lançadores ou outros tipos de estruturas de suporte, cada um com suas próprias provisões para a montagem de todos os outros conjuntos.

### Racks

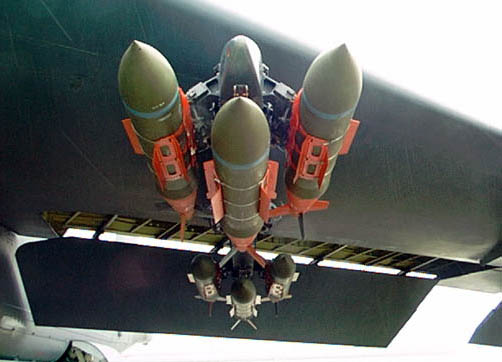
Seis bombas guiadas de precisão GBU-31 JDAM no Integrated Conventional Stores Management System (ICSMS) MER sob a asa de um Boeing B-52 Stratofortress.

Os racks carregam, armam e liberam as cargas. Os racks fazem parte ou podem ser inseridos no compartimento modular de uma estrutura de suporte, como um pilone. Um rack pode montar um reservatório ou outra peça de equipamento, por exemplo, várias bombas sendo montadas em um único pilone, como foi feito nas missões do F-105 Thunderchief na Guerra do Vietnã, ou os grandes pilones externos no B-52 Stratofortress, que pode transportar doze bombas não guiadas em quatro racks ejetores triplos montados em um único pilone. Alternativamente, usando o mesmo pilão, mas racks e adaptadores diferentes, 9 mísseis de cruzeiro lançados do ar podem ser carregados. O uso de racks modulares e adaptadores universais torna muito mais fácil configurar a carga desejada.

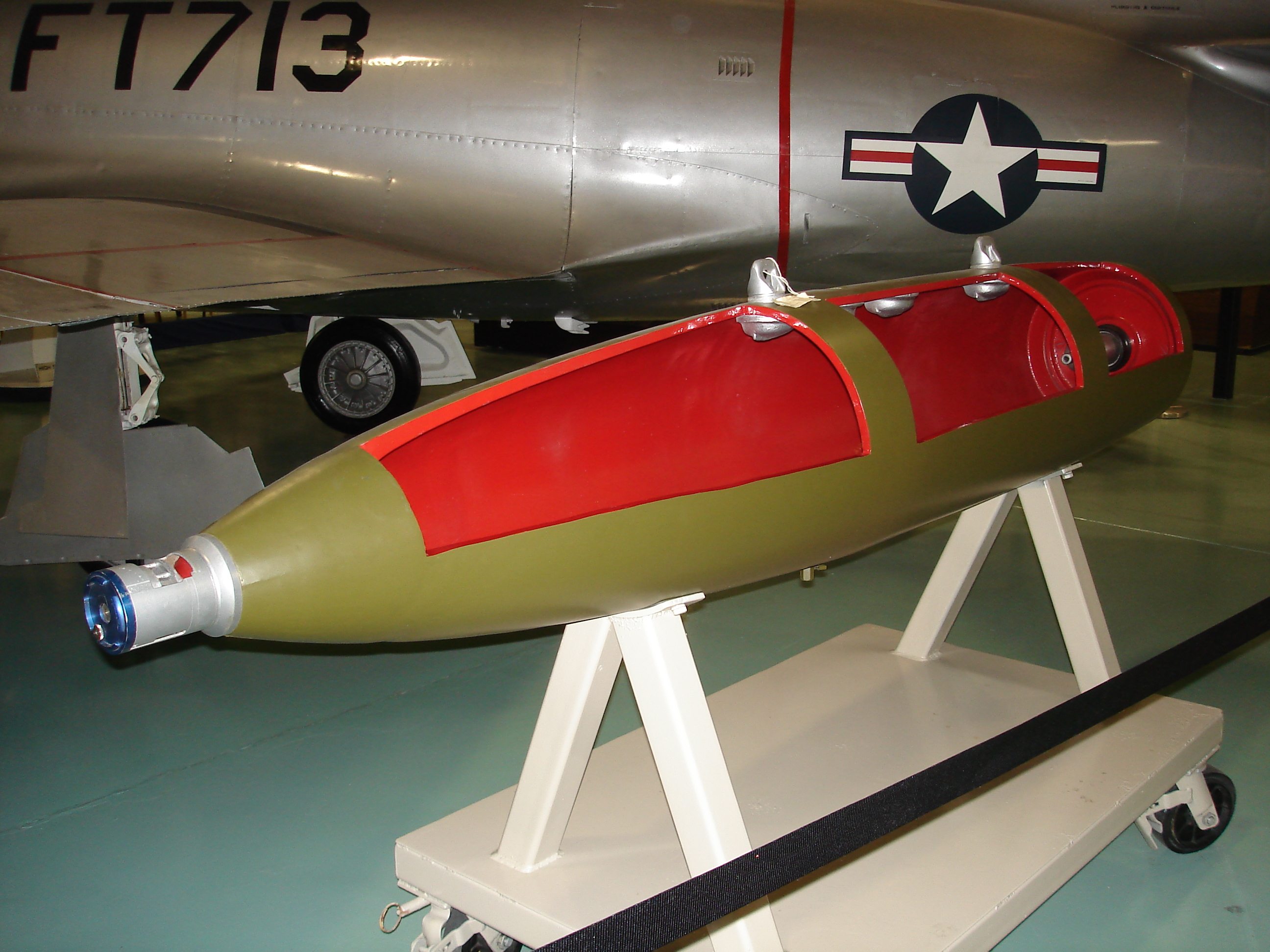
BLU-109 cortado para melhor visualização reparem nas 2 alças pra fixar no rack.

A montagem da carga é feita travando os talões da carga nos ganchos de suspensão em forma de "L" no rack. Dependendo da massa da carga, pode haver um único ou vários terminais no rack, separados por determinadas distâncias padronizadas. Segundo as especificações da OTAN, devem ser de 14 in (356 mm) para cargas mais leves e de 30 in (762 mm) para cargas mais pesadas. Dependendo de cargas específicas de 1 000 lb (454 kg) ou mais, três ou quatro talões devem ser usados, dentro da distância definida.
Para evitar que as cargas se desloquem lateralmente durante as manobras da aeronave, são montados suportes oscilantes para estabilizá-las. Os suportes são aparafusados à estrutura do rack e podem ser ajustados automática ou manualmente.

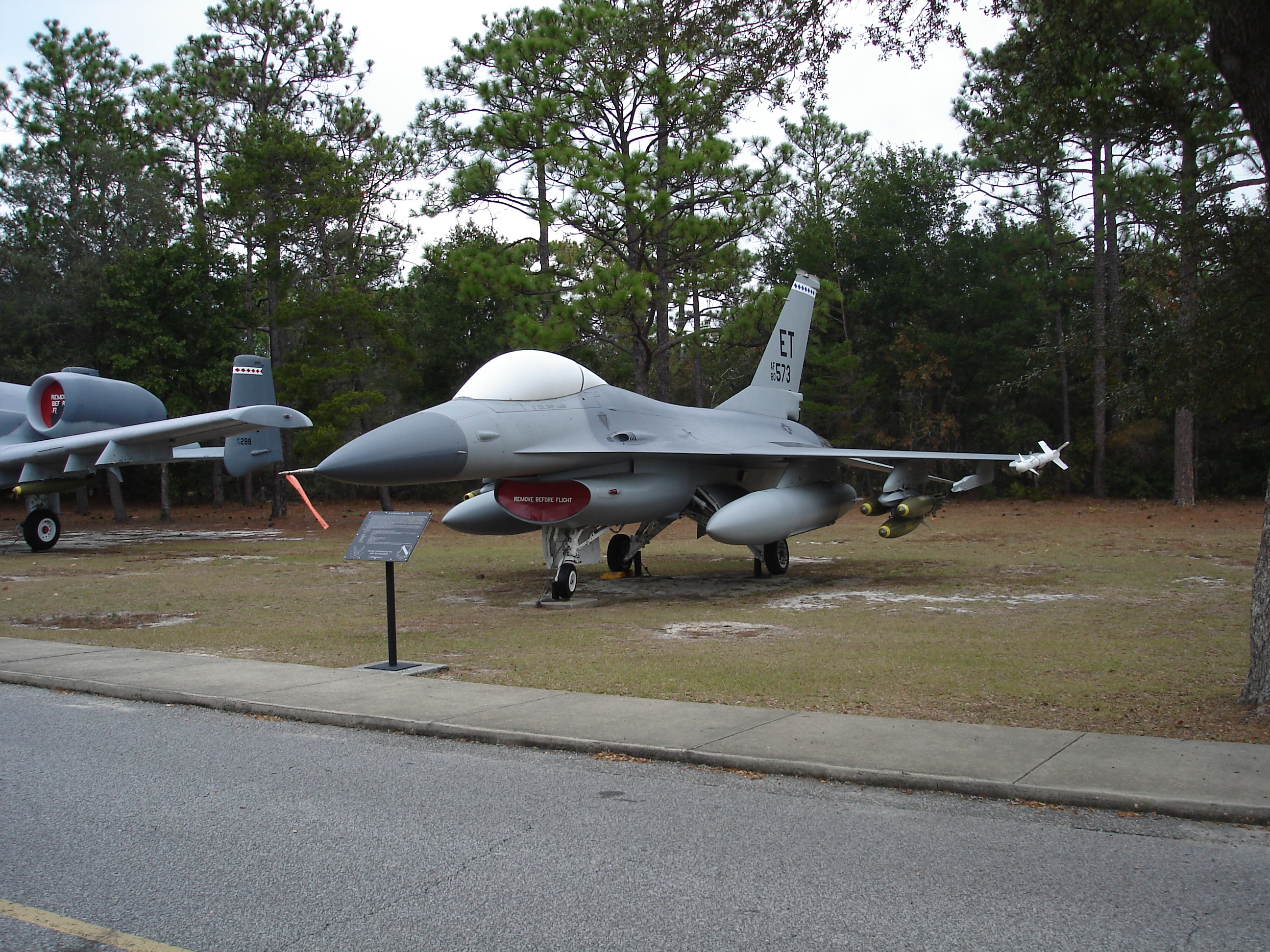
Um F-16 em exibição com bombas Mk 82, tanques de combustível e um AIM-9. As bombas Mk 82 são montadas em um rack ejetor triplo (TER)

Um rack pode liberar a carga por gravidade ou por ejeção. A ejeção utiliza um cartucho de impulso, que é um dispositivo pirotécnico que fornece energia para a ejeção, acionando um dispositivo que impulsiona com segurança a carga para longe do rack e da aeronave. Alguns racks contêm um cartucho auxiliar, caso os cartuchos primários falhem ao disparar. O rack também tem acessórios como a Unidade de Armação com Força de Retenção Zero, um solenoide para conectar os contatos de disparo das espoletas, portas para dados, vídeo ou fusíveis elétricos. A norma MIL-STD-1760 [en] para Sistemas de Interconexão Elétrica de Aeronaves/Cargas especifica uma interface elétrica padronizada entre a aeronave e seus racks de transporte.
O termo "rack" também está sendo usado para se referir a algumas estruturas de suporte. Na cultura popular, "racks" geralmente se referem a racks de bombas ou racks que montam bombas que cobrem tudo, desde uma estrutura de suporte até seus racks associados. Um Rack Ejetor Múltiplo (MER) geralmente se refere a uma estrutura de suporte que permite o transporte de seis cargas. Um Rack Ejetor Triplo (TER) refere-se a uma estrutura de suporte que permite o transporte de três cargas.

### Lançadores de mísseis guiados
Os lançadores de mísseis guiados fornecem os meios mecânicos e elétricos de suspender e lançar no ar um míssil guiado de uma aeronave.  O conjunto da caixa é o principal membro estrutural do lançador. É um membro de alumínio usinado que fornece rigidez estrutural ao lançador e inclui disposições para a montagem de todos os outros conjuntos. Também inclui disposições para a montagem do lançador na aeronave.
Alguns lançadores (LAU-7 / A) [1] têm um conjunto receptor de nitrogênio que armazena o nitrogênio de alta pressão usado para resfriar o detector de infravermelho de um míssil no sistema de orientação. Todos os receptores contêm uma válvula de carga (para reabastecimento), válvula de alívio e um indicador de pressão montado na extremidade posterior do cilindro. A energia é aplicada ao sistema de controle de orientação de mísseis por meio do plugue umbilical. Um dispositivo de segurança operado por atuador impede o disparo inadvertido de cartuchos de lançamento.

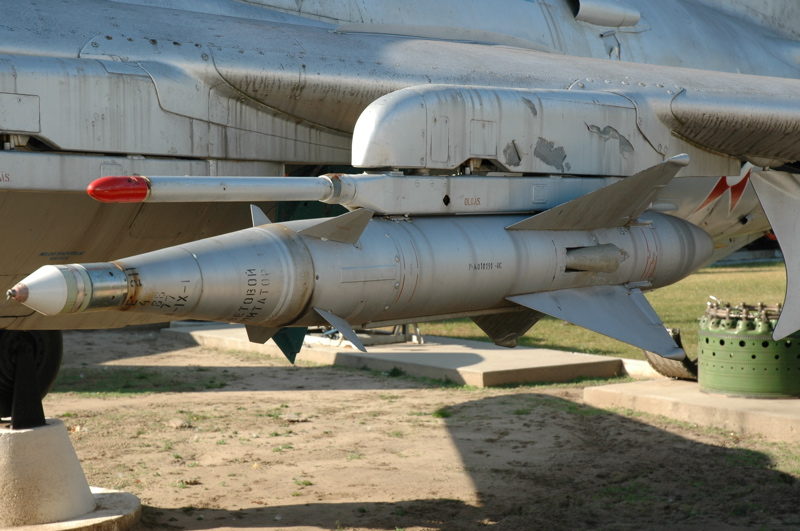
míssil guiado ar-ar K-5M montado em um lançador

Os mísseis usam ganchos para montar em um rack que, em seção transversal, se assemelha a uma barra em T chamada de cabide em forma de T interno ou a uma ferradura chamada de sapato em forma de U externo .  ambígua, os ganchos também costumam ser chamados de talões ou ganchos. A maioria dos lançadores também pode ser chamada de lançadores de trilhos por causa do uso de flanges de trilhos externos, um guia para os ganchos de suspensão de mísseis durante o disparo.
Aeronaves como o F-4 Phantom II , o McDonnell Douglas F/A-18 Hornet e o Panavia Tornado ADV têm estações de fuselagem semi-embutidas para reduzir o arrasto. Essas estações têm lançadores montados internamente (LAU-116 / A) que usam ejeção para o lançamento. Os gases em rápida expansão, criados por cartuchos de impulso, acionam os pistões ejetores e liberam o míssil do lançador.  O míssil é impulsionado a uma distância segura antes de acionar o motor do foguete. Aeronaves furtivas, como o F-22, usam lançadores extensíveis que são acionados pneumaticamente e são do tipo trilho (LAU-141 / A) ou o ejetor (LAU-142 / A) . Aeronaves furtivas, como o Chengdu J-20 usam lançadores retráteis que se movem sobre os trilhos permitindo que o compartimento de armas seja fechado enquanto o míssil ainda está pendurado do lado de fora.